# Трамвай у Лієпаї
Трамвай у Лієпаї — діюча трамвайна мережа у місті Лієпая, Латвія, є найстарішою у країнах Балтії. Лієпайський трамвай — єдиний в Латвії, який на всьому маршруті руху має двоколійну лінію, в місті немає роз'їздів та одноколійних дільниць.

## Історія
26 вересня 1899 року в Лієпаї відкритий трамвайний рух. З 1976 року в Лієпаї діє лише один трамвайний маршрут.

Історичні світлини
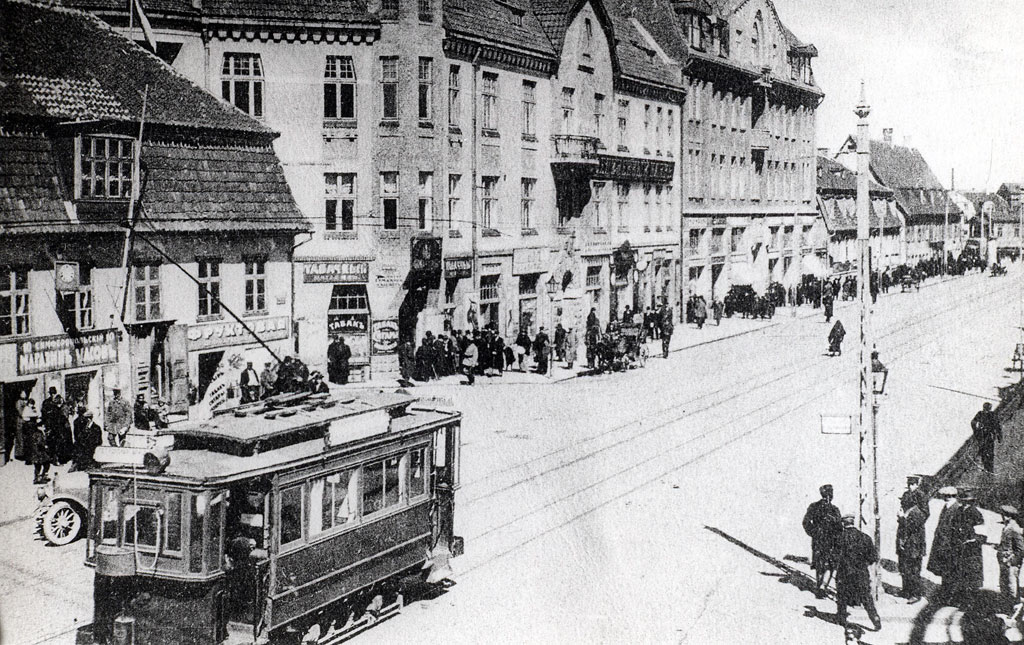
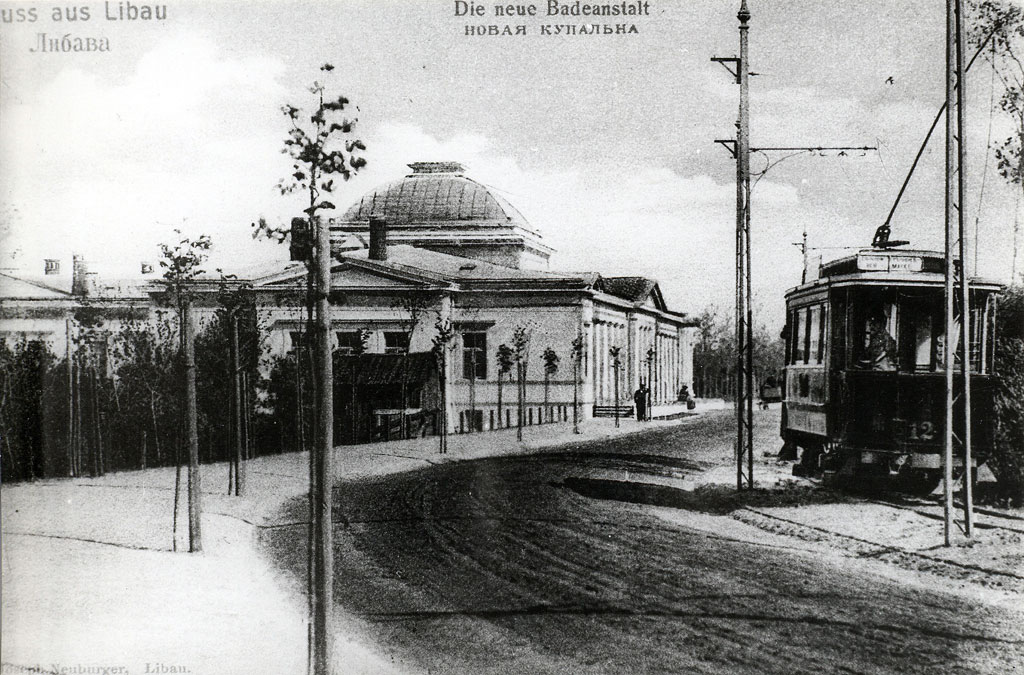
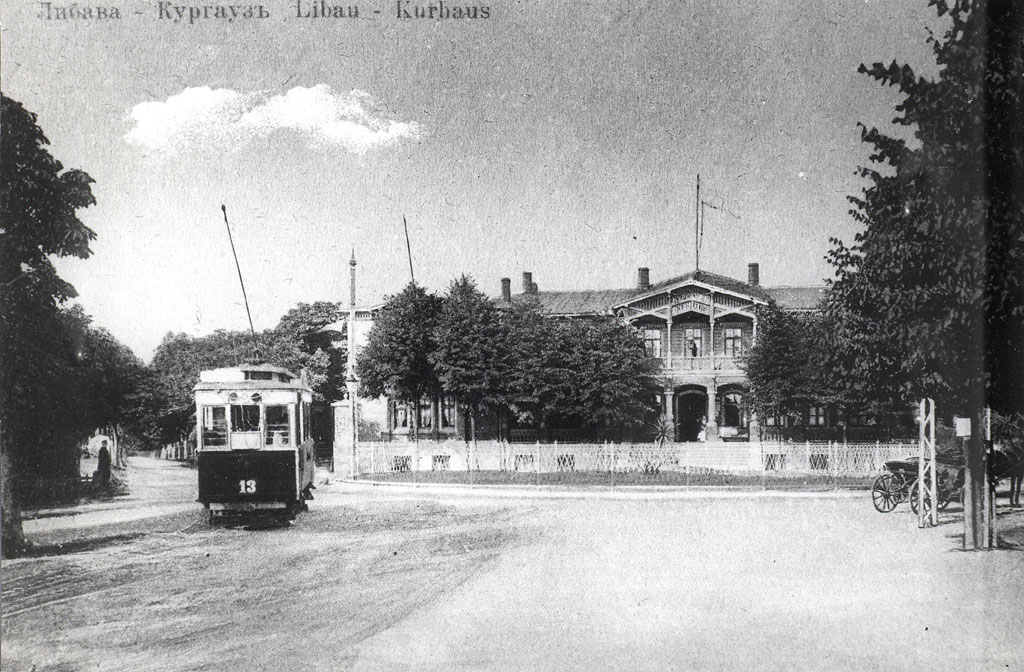
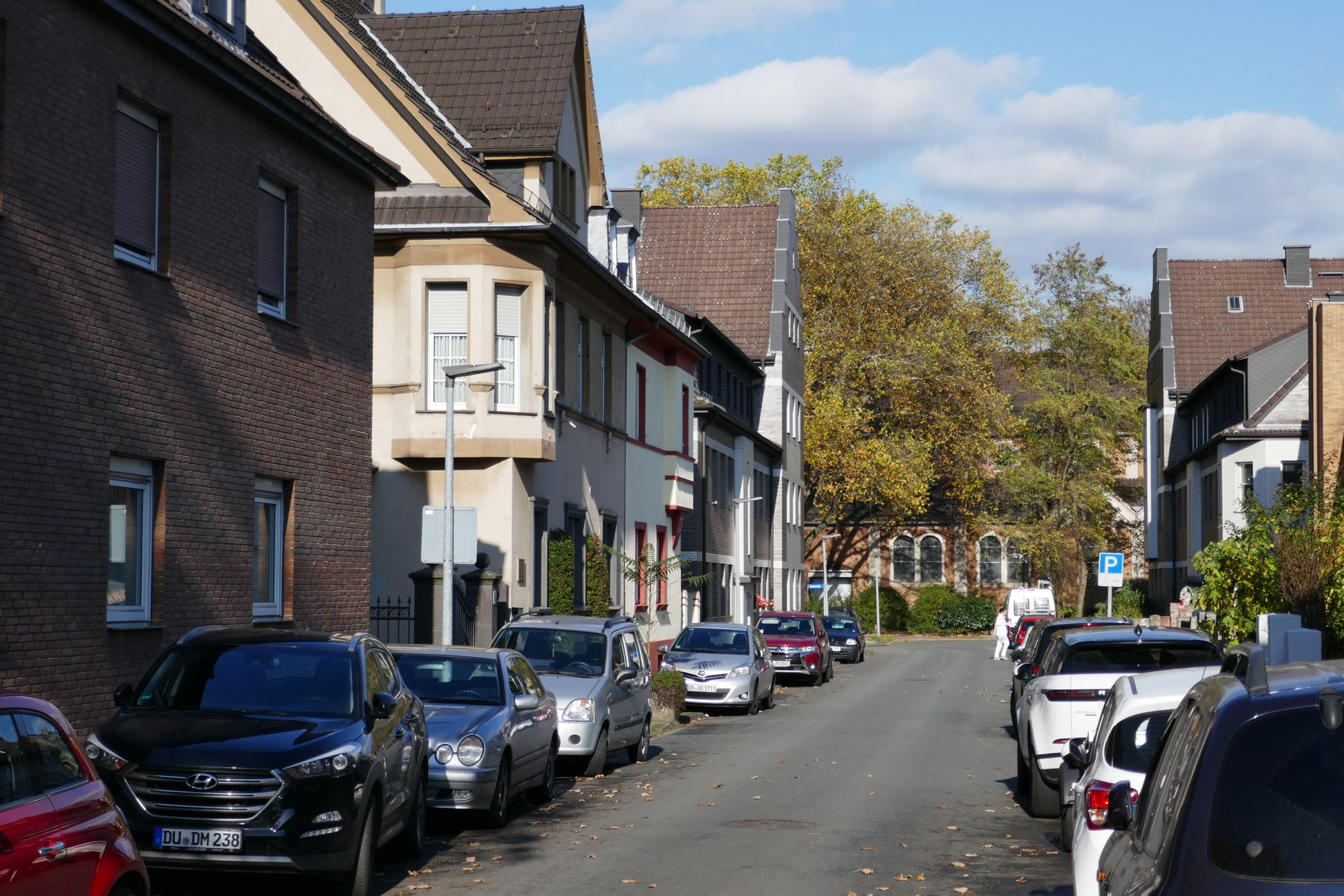
Трамвайна лінія на початку XX століття на вул. Петера (нині — Куршу)

12 квітня 2012 року в Лієпаї відбулося розпочато будівництво з продовження трамвайної лінії до мікрорайону «Езеркраст». Нова лінія повинна була побудована через 7 місяців, завдовжки — 1,7 км. Фінансування на 85 % за кошти фондів Європейського Союзу, на 15 % — трамвайного підприємства, по суті це гроші міста, які взяті у кредит. Загальна вартість будівництва, включаючи ремонт наявної лінії — близько 10 млн євро.
23 березня 2013 року, в рамках розпочатої реалізації другої частини проєкту з продовження трамвайної лінії, розпочато капітальний ремонт наявної лінії із заміною рейок за європейською технологією (рейки прокладалися на бетонних шпалах зі звукоізолюючим кріпленням, переїзди на бетонних плитах). Для об'їзду діляьниці вперше в місті застосовані накладні рейкові з'їзди.
Проти ночі на 3 травня 2013 року відбулася перша випробувальна поїздка по побудованій подовженій лінії до мікрорайону «Езеркраст». Першим новою лінією проїхав трамвай Tatra KT4D (№ 246). Випробування тривали неодноразово, щоб упевниться в придатності контактної мережі для всіх трьох видів пантографів. 16 травня 2013 року відкриття подовження лінії до мікрорайону «Езеркраст» призначено на вечір 29 травня, а регулярний трамвайний рух було заплановано відкрити з 30 травня.
21 травня 2013 року став відомий розклад руху за новим подовженим маршрутом. По буднях єдиний інтервал — 7 хвилин, на лінії передбачено курсування 10 вагонів, у вихідні дні єдиний інтервал — 8 хвилин, лінію обслуговували 7 вагонів. Базовий інтервал витримується з 7 до 20 (на годину довше, ніж нині), а решта часу 15-20 хвилин.
29 травня 2013 року, о 17:00, відкритий трамвайний маршрут новою дільницею по вулиці М. Кемпес. Довжина нової, заново побудованої дільниці — 1,7 км, облаштовано 5 зупинок. Час проїзду збільшився на 5 хвилин.

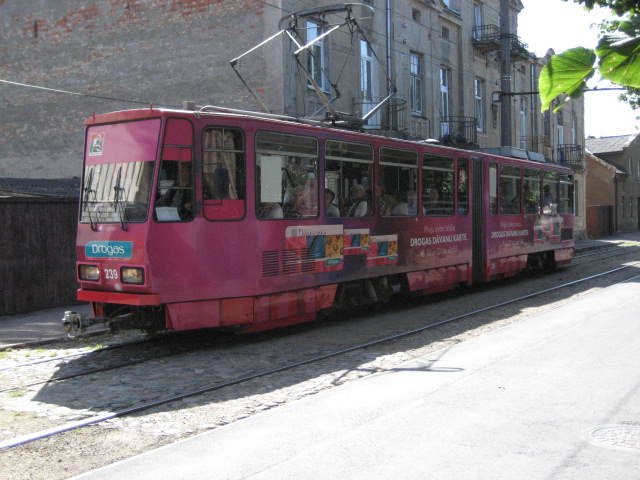
Tatra KT4D (№ 239)

З 1 вересня 2013 року рух трамваїв починається на 10 хвилин раніше. Щоденно перший рейс від Металурга починається о 04:45. Перше відправлення від вулиці М. Кемпес о 05:11. Тривалість першого рейсу — 26 хвилин. Середня швидкість руху трамвая лінією завдожки 7,4 км визначається як 17,07 км/год. Решту рейсів впродовж дня трамваї долають за 28 хвилин за розкладом, відстій на кінцевих зупинках становить 7 хвилин. Досягти результату 26 хвилин за кожен рейс плюс 9 хвилин відстою планувалося у жовтні, після закінчення реконструкції та відкриття руху повністю пдвоколійною лінією, коли з'явилася можливість дотримуватися розкладу руху. Нині, щоб скоротити простої перед одноколійною дільницею, всі рейси від вулиці Брівібас навмисно відправляються із запізненням щодо розкладу на 2 або 3 хвилини.

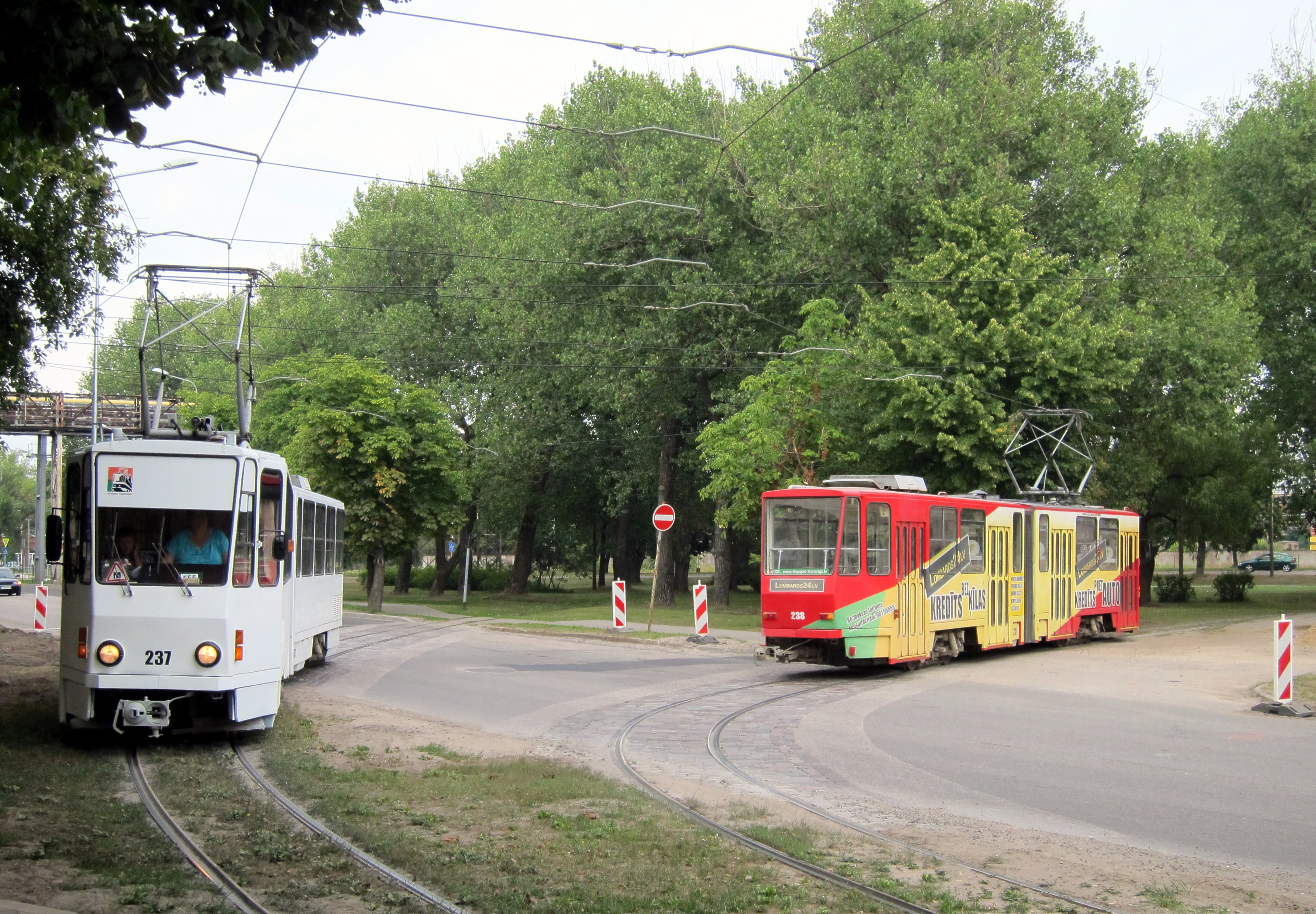
Трамваї на кінцевій зупинці вулиці Брівібас

7 листопада 2018 року право на поставку нових трамвайних вагонів для Лієпаї отримала хорватська компанія «Koncar-Electric Vehicles Inc». Постачальник трамвайних вагонів був обраний в рамках процедури переговорів. Хорватська компанія за 8,83 млн євро отримала намір виготовити 6 вагонів, 2 з яких будуть обладнані системами підрахунку пасажирів. Придбання нових трамваїв фінансується за кошти ЄС і підприємства «Ліепаяс трамвайс». На поставку вагонів також претендували литовське підприємство «Railvec», пропозиції якого були визнані не відповідними вимогам закупівлі, а також польська компанія «Modertrans Poznan», яка пропонувала вагони за 12,6 млн євро.
17 листопада 2020 року до Лієпаї надійшов перший новий вагон TMK-2300LT, який отримав бортовий № 250.
18 березня 2021 року розпочато лінійну експлуатацію вагонів TMK-2300LT.

## Маршрут
У транспортній схемі міста діє єдиний маршрут трамвая під № Т. Трамвайна лінія Лієпаї завдожки 7,9 км прокладена з північного сходу на південний захід міста. Час в дорозі займає — 26 хвилин. Довжина лінії в одноколійному обчисленні — 15,8 км.
На маршруті руху облаштовано 36 станцій (саме так мають назви зупинки у Лієпаї) — 18 в одну сторону та 18 у зворотному напрямку. Якщо північна кінцева станція розташована на відстані 2,5 км від берега Балтійського моря, то від південної до морського пляжу лише 5 хвилин пішки.

Схеми трамвайного руху

## Рухомий склад
Станом на січень 2023 року рухомий склад в Лієпаї представлений трамваями таких моделей:
| Тип моделі   | Фото         | Кількість    |
| Пасажирський | Пасажирський | Пасажирський |
| ------------ | ------------ | ------------ |
| TMK-2300LT   |              | 14           |
| Tatra KT4D   |              | 6            |
| Tatra KT4SU  |              | 3            |
| Музейний     |              |              |
| Tatra KT4D   |              | 1            |
| Службовий    |              |              |
| Снігоочисник |              | 1            |

## Вартість проїзду
Станом на 2025 рік вартість проїзного квитка при попередньому придбанні становить €0,90 (у блоці з 10 купонів — €0,85), а при купівлі у водія трамвая — €1,50. У вагонах є компостери, які компостують проїзні квитки, в яких вказується дата, час та номер вагона. Натомість, якщо квиток купується у водія трамвая, пасажиру видається квиток-чек, який не потрібно компостувати. Квитки дійсні для проїзду в усіх видах громадського транспорту Лієпаї. Також є можливість придбати різні абонементи — 1-, 3- та 5-денні, місячні (щоденні та буденні) та квартальні квитки.
Штраф за проїзд без квитка становить — €10,00 (у разі оплати на місці) або €30,00.